# Ненадлежащая реклама
Ненадлежащая реклама — это та реклама, которая далека от требований законодательства, нарушает требования к распространению, содержанию и оформлению рекламы. В России считается ненадлежащей та реклама, которая не соответствует требованиям, перечисленным в федеральном законе «О рекламе».

## История
Свобода слова в США считается неотъемлемым правом человека и не может быть ограничена. В 1906 году в США был принят Закон о доброкачественности пищевых продуктов и медицинских препаратов. Вслед за ним приняли «Закон о федеральной торговой комиссии», «Закон о чистоте продуктов питания и лекарств», «Закон Уила-Ли», «Закон Лонхэма», «Гарантия Магнуссона-Мосса» и «Акт ФТК по совершенствованию деятельности». Основные критерии рекламы, такие как правдивость, сравнимость, доказательность, благопристойность, приведены в «Этическом Кодексе Американской рекламной федерации». Федеральная торговая комиссия представляет интересы потребителей и следит за рекламой, которая ориентирована на детскую и подростковую аудиторию, рекламу алкогольной продукции, табачных и медицинских изделий. Она обладает правом предъявлять санкции самостоятельно либо через суд.
В США Национальный совет по наблюдению за рекламной деятельностью следит за тем, как отображается образ женщины в рекламе. Совет разрабатывает рекомендации, которые помогут избежать дискриминации женщинам в рекламе и предотвратят стереотипное представление их образа. Рекомендации позволяют рекламопроизводителям определить, не изображаются ли в их продукте женщины более глупыми, чем мужчины, не используются ли выражения, которые принижают женщин. Рекламные компании прислушиваются к рекомендациям этого совета.
Суд Кливленда обязал компанию Danone выплатить 45 миллионов долларов для возмещения ущерба потребителям. Это произошло из-за подачи иска в суд покупателями. В рекламе йогуртов компании было сказано, что йогурт способствует комфортному пищеварению, чем вводит потребителей в заблуждение. Суд потребовал помимо выплаты иска изменить формулировки. Бренд New Balance создал рекламу, в которой говорилось, что кроссовки этого бренда помогают покупателям сжигать калории во время бега и активировать мышцы ягодиц. Исследователи не смогли подтвердить эту информацию, зато выяснили, что кроссовки могут травмировать человека. Массачусетский суд обязал компанию выплатить истцам 2,3 миллиона долларов.
В Испании начиная с 1994 года существует программа, которая следит за тем, как используется изображение женщин в средствах массовой информации. Наблюдательный орган следит за рекламой, и в случае возникновения ненадлежащей рекламы, ведет переговоры об изменении рекламных образов или прекращает показ недобросовестной рекламы.
В апреле 1996 года Европейским Советом была принята резолюция «Об образе женщины в рекламе и средствах массовой информации». ЕС призвал страны-члены ЕС и Европейскую Комиссию работать над созданием более реалистичных образов мужчин и женщин, а также запретить дискриминацию по половому признаку.
В Норвегии реклама, которая содержит противоречия принципам равноправия полов, запрещена согласно статье № 1 Закона о маркетинге. Там сказано, что рекламодатели и рекламопроизводители должны быть уверены в том, что реклама, которую они создают, не нарушает принципы равноправия полов, не унижает какой-либо пол своими утверждениями.
К рекламе ценных бумаг установлены специальные требования. Некоторые из них указаны в Федеральном законе от 5 марта 1999 года № 46-Ф3 «О защите прав и законных интересов инвесторов на рынке ценных бумаг». В 1990-х годах под влиянием средств массовой информации люди вкладывали свои финансы в ненадежные предприятия и вкладчики теряли свои деньги.
12 мая 2016 года в Самаре было возбуждено дело по признакам нарушения рекламного законодательства из-за того, что на фасаде одного из зданий была реклама салона красоты, в тексте содержались иностранные слова, а этого, в соответствии с законом «О рекламе», делать нельзя. 22 апреля 2016 года в Самаре не смогли оспорить штраф, наложенный за рекламу «розог ученических», так как реклама призывала к насилию и жестокости.

## Описание
К категории ненадлежащей относится реклама, которая порочит репутацию или достоинство конкурента, наносит моральный и материальный вред юридическим и физическим лицам, реклама, в которой делаются некорректные сравнения одного товара с другими товарами других производителей или продавцов. Такая реклама может усиливать недобросовестную конкуренцию и наносить ущерб конкурентам. К достоверности рекламы установлены соответствующие требования в Законе «О рекламе», поэтому реклама, которая нарушает эти требования, также ненадлежащая. Из-за ненадлежащей рекламы потребитель лишается возможности обоснованного выбора товара, и потребитель может понести убытки из-за того, что его ввели в заблуждение.
Если реклама призывает к жестокости и совершению других противоправных действий, она признается ненастоящей.
Если в рекламе используются иностранные слова и выражения, которые могут привести к искажению информации и потребитель может не так её понять, то такая реклама также относится к категории ненадлежащей. Реклама не должна содержать ругательства, оскорбления, некорректные высказывания по отношению к национальности, профессии, возраста, пола, объектов культурного наследия.
Кто-то называет ненадлежащую рекламу — одним из составляющих недобросовестной конкуренции, но никак не её формой. Другие считают, что недобросовестную конкуренцию можно включить в состав ненадлежащей рекламы.
В ст. 6 «Защита несовершеннолетних в рекламе» федерального закона «О рекламе» содержатся требования о том, что в рекламе не должна допускаться дискредитация родителей, воспитателей. У подростков не должно создаваться впечатление, что после покупки какого-то товара, это поставит их в предпочтительное положение перед их ровесниками. Несовершеннолетние не должны демонстрироваться в рекламе в опасных ситуациях, у них не должен формироваться комплекс неполноценности из-за того, что они не обладают товаром, который им рекламируют, либо сейчас они не выглядят привлекательными внешне.